# Hans Ausserwinkler
Hans Ausserwinkler (* 2. Februar 1919 in Stockenboi, Kärnten; † 9. August 1989 in Klagenfurt, Kärnten) war SPÖ-Politiker und Bürgermeister der Landeshauptstadt Klagenfurt.

## Leben
Hans Ausserwinkler war Bauernsohn und besuchte die Landwirtschaftsschule. Im Zweiten Weltkrieg war er Fallschirmjägeroffizier, nach dem Krieg trat er in die Sozialistische Partei ein. 1946 wurde er Bezirks- und Landesernährungsinspektor, ab 1949 Leiter der Land- und Forstwirtschafts-Inspektion, sowie Obmann der Zentralpersonalvertretung der Landesregierung.

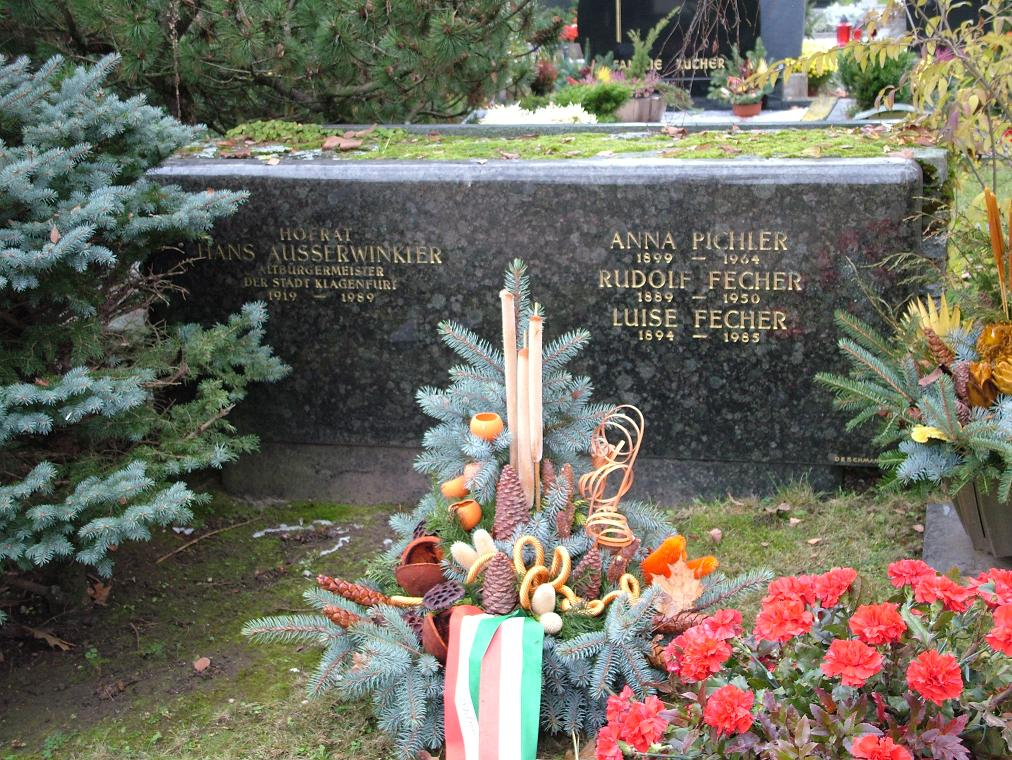
Grab von Hans Ausserwinkler in Annabichl

1952 wurde er Gemeinderat in Klagenfurt und 1953 Stadtrat für das Bauwesen. Bei der Gemeinderats- und Bürgermeisterwahl 1957 wurde er zum Bürgermeister der Stadt gewählt. Er hatte das Amt bis 1973 inne, ab 1970 war er nebenbei auch Landtagsabgeordneter. In seine Amtszeit fallen erste große Straßenbauten nach dem Krieg, der erste Flächenwidmungsplan sowie ein Stadtplanungskonzept mit Blickrichtung auf modernen Städtebau (Industriezone, Altstadtsanierung, Flughafen, Kärntner- bzw. Holzmesse etc.). 1970 wurde die Hochschule für Bildungswissenschaften gegründet und Klagenfurt wurde zur Universitätsstadt. Er förderte Schulwesen, knüpfte als intensiver Verfechter des Europa-Gedankens Städtepartnerschaften mit Dessau, Gladsaxe, Gorizia/Görz, Nova Gorica und Venlo und machte Klagenfurt zur Gartenstadt mit der Eröffnung vom Europapark Klagenfurt.
Hans Ausserwinkler war mit Rosmarie Fecher verheiratet. Der gemeinsame Sohn Michael Ausserwinkler (* 15. Januar 1957) wurde Arzt und später österreichischer Gesundheitsminister und SPÖ-Landesparteivorsitzender von Kärnten. Die gemeinsame Tochter Christiane Ausserwinkler (* 16. September 1948) wurde Ärztin. Hans Ausserwinkler hat 3 Enkelkinder: Michaela Ausserwinkler, Mathias Ausserwinkler und Philipp Lienhart.
Hans Ausserwinkler verstarb am 9. August 1989 in Klagenfurt und wurde auf dem Zentralfriedhof Annabichl in Feld 1, Reihe Ost, Nr. 1 beigesetzt.

## Auszeichnungen
- 1962: Großes Silbernes Ehrenzeichen für Verdienste um die Republik Österreich[1]
- 1973: Ehrenring der Landeshauptstadt Klagenfurt am Wörthersee
- Benennung der Hans-Ausserwinkler-Promenade im Europapark Klagenfurt

## Belege
- Eduard Skudnigg: Die freigewählten Bürgermeister von Klagenfurt. In: Gotbert Moro (Hrsg.): Die Landeshauptstadt Klagenfurt. Aus ihrer Vergangenheit und Gegenwart. Band 2. Klagenfurt 1970, S. 318.
- Bürgermeister seit 1850 auf der Website der Stadt Klagenfurt